# Another Way (Gigi D'Agostino)
Another Way è una delle canzoni dance di maggior successo del dj producer italiano Gigi D'Agostino.
Uscita nell'autunno del 1999 (estratto dall'album L'amour toujours), ha avuto un notevole successo in tutta Europa e anche nel resto del mondo, e, insieme a Bla Bla Bla e The Riddle, ha permesso all'artista torinese di piazzarsi secondo nella classifica dei dischi più ballati del 1999, preceduto soltanto dai concittadini Eiffel 65 con Blue (Da Ba Dee) e Move Your Body.
La canzone è stata scritta da Carlo Montagner, Diego Leoni, Paolo Sandrini e da Gigi D'Agostino. Nell'album del 2004 L'amour toujours II è stata pubblicata una versione acustica chiamata In spiaggia al tramonto. Nella compilation del 2008 Suono libero Gigi D'Agostino ne ha inserito una versione in lento violento, Angeli in festa.

## Video
L'anno successivo è stato pubblicato un video che mostra Gigi D'Agostino trasformarsi in un personaggio molto simile a Max Headroom, che inizia a ballare una danza robotica, poi appare una donna robot che balla insieme a lui in modo sincronizzato. Il video è stato diretto da Stephan Müller e Jörg Thommes, prodotto da company Vision Unlimited e filmato nel 2000 agli Studio Voss, a Düsseldorf (Germania).

## Tracce
Cd singolo
1. Another Way (Radio Cut) 3:30
2. Another Way (Unpopiulung Mix) 7:42
3. Another Way (LP Mix) 6:02

Vinile
- A Another Way (Radio Edit) 3:45
- B Another Way (Club Mix) 7:41

Altre versioni
- Another Way (In spiaggia al tramonto) 3:32
- Another Way (Angeli in festa) 4:44

## Classifiche
| Classifica (1999-2000) | Posizione più alta |
| ---------------------- | ------------------ |
| Austria                | 13                 |
| Francia                | 33                 |
| Germania               | 16                 |
| Polonia                | 18                 |
| Svizzera               | 61                 |